# Список особо охраняемых природных территорий Мурманской области
По состоянию на 2022 год природно-заповедный фонд Мурманской области включает 72 особо охраняемых природных территорий(ООПТ), в том числе:
- 10 ООПТ федерального значения:
  - 3 государственных природных заповедника;
  - 3 государственных природных заказника;
  - 4 памятника природы;
- 62 ООПТ регионального значения[2]:
  - 9 государственных природных заказников;
  - 50 памятников природы;
  - 3 природных парка;
  - Полярно-альпийский ботанический сад-институт КНЦ РАН;
- 1 ООПТ местного значения[2] — загородный парк города Североморска.

Общая площадь ООПТ составляет 1 818,9 тыс. га или 12,5 % от общей площади региона.

## Список ООПТ

### Государственные природные заповедники
| № | Наименование             | Дата основания  | Местоположение                 | Площадь, га | Источники |
| - | ------------------------ | --------------- | ------------------------------ | ----------- | --------- |
| 1 | Кандалакшский заповедник | 7 сентября 1932 | В том числе Республика Карелия | 705,30      |           |
| 2 | Лапландский заповедник   | 17 января 1930  |                                | 2784,35     |           |
| 3 | Пасвик                   | 16 июля 1992    |                                | 166,40      | [ 3 ]     |

### Государственные национальные парки
| № | Наименование | Дата основания | Местоположение | Площадь, га | Источники |
| - | ------------ | -------------- | -------------- | ----------- | --------- |
| 1 | Хибины       | 8 февраля 2018 |                | 848,04      | [ 4 ]     |

### Государственные природные парки регионального значения
| № | Наименование                  | Дата основания               | Местоположение    | Площадь, га | Описание |
| - | ----------------------------- | ---------------------------- | ----------------- | ----------- | -------- |
| 1 | Кораблекк                     | 28 апреля 2017               | Печенгский район  | 8340,67     |          |
| 2 | Полуострова Рыбачий и Средний | 14 ноября 2014               | Печенгский район  |             |          |
| 3 | Сейдъявврь                    | 5 июля 2024 (24 ноября 1982) | Ловозерский район | 17 972      |          |
| 4 | Териберка                     | 13 сентября 2021             | Кольский район    |             |          |

### Государственные природные заказники федерального значения
| № | Наименование                  | Дата основания | Местоположение | Площадь, га | Описание |
| - | ----------------------------- | -------------- | -------------- | ----------- | -------- |
| 1 | Канозерский заказник          |                |                |             |          |
| 2 | Мурманский тундровый заказник |                |                |             |          |
| 3 | Туломский заказник            |                |                |             |          |

### Государственные природные заказники регионального значения
| № | Наименование                           | Дата основания | Местоположение | Площадь, га | Описание |
| - | -------------------------------------- | -------------- | -------------- | ----------- | -------- |
| 1 | Варзугский заказник                    |                |                |             |          |
| 2 | Колвицкий заказник                     |                |                |             |          |
| 3 | Кутса                                  |                |                |             |          |
| 4 | Понойский заказник (зоологический)     |                |                |             |          |
| 5 | Понойский заказник (рыбохозяйственный) |                |                |             |          |
| 6 | Симбозерский заказник                  |                |                |             |          |
| 7 | Лапландский лес                        | 21.04.2011     |                | 171 672     |          |
| 8 | Кайта                                  |                |                |             |          |

### Памятники природы регионального значения
Документы, в разные годы определившие статус памятников природы:
| № | Наименование                               | Дата основания | Местоположение | Площадь, га | Описание |
| - | ------------------------------------------ | -------------- | -------------- | ----------- | -------- |
| 1 | Комсозеро и 500-метровая прибрежная полоса | 17.03.1983     | Комсозеро      | 250         |          |

### ООПТ местного значения
Перечень ООПТ местного значения:
| № | Наименование                        | Дата основания | Местоположение      | Площадь, га | Источники   |
| - | ----------------------------------- | -------------- | ------------------- | ----------- | ----------- |
| 1 | Загородный парк города Североморска |                | ЗАТО г. Североморск | 33          | [ 2 ] [ 7 ] |